# Tensor de energía-impulso

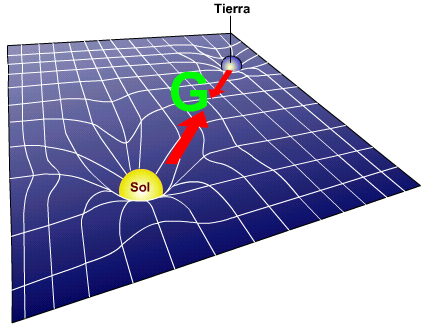
En relatividad general la curvatura del espacio-tiempo viene dada por el tensor de energía-impulso.

El tensor de tensión-energía, también llamado tensor de energía-impulso (o tensor de energía-momento) es una cantidad tensorial en la teoría de la relatividad de Einstein que se usa para describir el flujo lineal de energía y de momento lineal en el contexto de la teoría de la relatividad, además de ser de suma importancia en las ecuaciones de Einstein para el campo gravitacional.

## Introducción
Fijado un conjunto de coordenadas o una base {\displaystyle \scriptstyle \{{\mathbf {e} }^{0},{\mathbf {e} }^{1},{\mathbf {e} }^{2},{\mathbf {e} }^{3}\}} en cada punto del espacio-tiempo (los elementos de esta base sería matemáticamente 1-formas), el tensor energía-impulso es un tensor de rango 2 que puede describirse como una matriz del tipo:

{\displaystyle \mathbf {T} (\mathbf {x} )=T_{\alpha \beta }(\mathbf {x} ){\mathbf {e} }^{\alpha }\otimes {\mathbf {e} }^{\beta },\qquad T_{\alpha \beta }={\begin{bmatrix}T_{00}&T_{01}&T_{02}&T_{03}\\T_{10}&T_{11}&T_{12}&T_{13}\\T_{20}&T_{21}&T_{22}&T_{23}\\T_{30}&T_{31}&T_{32}&T_{33}\end{bmatrix}}}

Interpretación usual de las componentes contravariantes del tensor energía-impulso

Donde en la expresión anterior se ha usado el convenio de sumación de Einstein. Si consideramos ahora un observador que se mueve con cuadrivelocidad {\displaystyle \scriptstyle \mathbf {u} =u^{\alpha }\mathbf {e} _{\alpha }} tenemos que la densidad de energía medida en un punto {\displaystyle \scriptstyle \mathbf {x} } por dicho observador viene dada por:

{\displaystyle e=T_{\alpha \beta }(\mathbf {x} ){\frac {u^{\alpha }u^{\beta }}{c^{2}}}}

Y el flujo de energía a través de una superficie (de tipo espacial y en reposo respecto al observador) cuyo vector normal venga dado por {\displaystyle \scriptstyle \mathbf {n} } viene dado por:

{\displaystyle -T_{\alpha \beta }(\mathbf {x} )u^{\alpha }n^{\beta }}

### Ley de conservación
En el contexto de la teoría de la relatividad, la ley de conservación de la energía y la ley de conservación de la cantidad de movimiento pueden expresarse de manera muy simple en términos del tensor de energía-impulso. Concretamente ambas leyes pueden escribirse conjuntamente como una ecuación de continuidad del tipo:

{\displaystyle \nabla _{\mu }T^{\mu \nu }=0}

La cantidad

{\displaystyle P^{\mu }={\frac {1}{c}}\int _{V}T^{0\mu }\ d^{3}\mathbf {x} }

sobre una rebanada de tipo espacio da el cuadrivector energía-momento o cuadrimomento. Este tensor es la corriente de Noether asociada a las translaciones en el espacio-tiempo. En relatividad general, esta cantidad actúa como la fuente de la curvatura del espacio-tiempo, y es la densidad de corriente asociada a las transformaciones de gauge (en este caso transformaciones de coordenadas) por el teorema de Noether. Ahora bien, en el espacio-tiempo curvado,la integral de tipo espacio depende de la rebanada de tipo espacio, en general. No hay de hecho manera de definir un vector global de energía-momento en un espacio-tiempo curvado en general.

### Tensores relacionados
La parte tridimensional del tensor energía-impulso coincide con el tensor tensión de la mecánica de medios continuos.

## Ejemplos
- En teoría de la relatividad el tensor energía-impulso de un fluido perfecto es expresable en términos de su cuadrivelocidad, densidad másica y presión:

(1){\displaystyle T_{\mu \nu }=\left(\rho +{\frac {p}{c^{2}}}\right)u_{\mu }u_{\nu }+pg_{\mu \nu }}

## Diferentes tipos de tensor energía-impulso
Existen diversas formas no equivalentes de definir el tensor tensión para la materia ordinaria. Entre las más comunes se encuentra:
- El tensor energía-impulso de Hilbert.
- El tensor energía-impulso canónico.
- El tensor energía-impulso de Belifante-Rosenfelder.

### Tensor energía-impulso de Hilbert
Este tipo de tensor energía-impulso solo puede ser definido para un sistema que venga descrito por un lagrangiano relativista en forma de derivada funcional:

{\displaystyle T^{\mu \nu }={\frac {2}{\sqrt {-g}}}{\frac {\delta ({\mathcal {L}}_{\mathrm {matter} }{\sqrt {-g}})}{\delta g_{\mu \nu }}}=2{\frac {\delta {\mathcal {L}}_{\mathrm {matter} }}{\delta g_{\mu \nu }}}+g^{\mu \nu }{\mathcal {L}}_{\mathrm {matter} }.}

donde {\displaystyle {\mathcal {L}}_{\mathrm {matter} }} es la densidad lagrangiana de la materia, que aparece en la integral de acción, para la parte gravitatoria no es posible definir un tensor análogo. Este tensor en un amplio conjunto de circunstancias es simétrico e invariante gauge.

### Tensor energía-impulso canónico
Este tensor resulta de la aplicación del teorema de Noether. Si las traslaciones espacio-temporales locales son una simetría local del lagrangiano, la corriente conservada asociada a dicha simetría es el tensor energía-impulso canónico. Este tensor no resula ser simétrico para algunas teorías de gauge, y por tanto puede no ser invariante gauge bajo transformaciones de gauge locales que no conmuten con las traslaciones espacio-temporales.
En relatividad general, las traslaciones solo se pueden escribir en términos de coordenadas por lo que en general no presentan covariancia.

### Tensor energía-impulso de Belinfante–Rosenfeld
En presencia de espín u otro tipo de momento angular intrínseco, el tensor energía-impuso canónico de Noether no es simétrico como fue anticipado en la sección anterior. El tensor de Belifante-Rosenfeld es una construcción a partir del tensor canónico y la corriente conservada de espín de tal manera que se obtiene un nuevo tensor simétrico y que se conserva. En relatividad general, este tensor modificado coincide con el tensor energía-impulso de Hilbert.